# Michele Šego
Michele Šego (Split, 5. kolovoza 2000.) hrvatski je nogometaš koji igra na desnom krilu. Trenutačno igra za Hajduk Split.

## Klupska karijera
Nogomet je počeo igrati u Omladincu iz Vranjica, iz kojeg je prešao u splitski Adriatic. Kadetske godine proveo je u Adriaticu iz kojeg je 2015. prešao u Hajduka. Nakon dvije godine zaigrao je za drugu Hajdukovu momčad (Hajduk II), a za prvu godinu poslije.
Prvu službenu utakmicu za prvu momčad Hajduka odigrao je veljače 2018. protiv Cibalije u 1. HNL. Do posudbe u koprivnički Slaven skupio je u nastupima prve momčadi u 15 službenih nastupa i jedan postignuti zgoditak, od toga deset u prvenstvu i jedan pogodak, dva nastupa u Kupu i tri u europskim kupovima. 23. siječnja 2020. Hajduk ga je posudio Slavenu, u kojem će na posudbi ostati do ljeta 2021. godine.

## Reprezentativna karijera
Za mlade hrvatske reprezentacije upisao je 61 nastup. Prvi nastup ubilježio je 25. travnja 2015. u prijateljskoj utakmici reprezentacije do 15 godina protiv Slovenije, a prvi gol postigao je u prijateljskoj utakmici reprezentacije do 15 godina protiv Kostarike 27. travnja 2015. godine.

## Priznanja

### Individualna
- Igrač mjeseca HNL-a: studeni 2024.[5]
- Gol mjeseca HNL-a: studeni 2024.[5]